# Aeroportul Catalina
Aeroportul Catalina (IATA: AVX, ICAO: KAVX, FAA LID: AVX) este un aeroport din California, Statele Unite ale Americii ce deservește zona Avalon⁠(d).
Situat la o altitudine de 488 m, aeroportul dispune de 1 pistă.

## Infrastructură

### Piste
Aeroportul dispune de o singură pistă. Pista 04/22 are suprafața de asfalt și dimensiunile 3.000 picioare × 75 picioare. 